# Cimbergo
Cimbergo (lombardul: Simbèrch) település Olaszországban, Lombardia régióban, Brescia megyében. Lakosainak száma 533 fő (2023. január 1.). Cimbergo Capo di Ponte, Cedegolo, Ceto, Cevo és Paspardo községekkel határos.

## Népesség
A település lakossága az elmúlt években az alábbi módon változott:
| Lakosok száma | 546  | 539  | 533  |
|               | 2017 | 2018 | 2023 |